# Seymourön
Seymourön (engelska Seymour Island, spanska Isla Marambio) är en liten ö vid den norra delen av Antarktiska halvön i Antarktis.

## Geografi
Seymourön ligger i Weddellhavet cirka 90 km öster om Graham Land. Ön är av vulkaniskt ursprung och har en areal om cirka 110 km² med en längd av ca 21 km och en bredd mellan 3 och 8 km.
Befolkningen utgörs av personalen på den argentinska forskningsstationen Base Antártica Marambio.

## Historia
Seymourön upptäcktes 1843 av den brittiska Antarktisexpedition under ledning av James Clark Ross. 1892 fann norske Carl Anton Larsen en mängd olika fossiler, och ön besöks ofta av paleontologer.
Delar av den Första svenska Antarktisexpeditionen var tvungna att övervintra här 1902, och hela expeditionen räddades från ön 1903.
Den 29 december 1969 upprättade Argentina den permanenta forskningsstationen Base Antártica Marambio.

## Klimat
Medeltemperaturen på Seymourön, mätt vid forskningsstationen, är cirka 1°C på sommaren och –21°C på vintern. Vintertid kan dock temperaturen genom vindavkylning gå ned till –60°. Den 9 februari 2020 uppmättes på ön hela 20,75 °C, vilket är den högsta temperatur som någonsin uppmätts i den antarktiska regionen. Det tidigare rekordet, 19,8°C, uppmättes på ön Signy 30 januari 1982.